# Kenneth Douglas, 1. Baronet
Sir Kenneth Douglas, 1. Baronet (geborener Mackenzie, * 1754 in Dundee, Angus; † 22. November 1833 in London) war ein britischer General.

## Leben
Geboren als Kenneth Mackenzie entstammte er dem schottischen Clan MacKenzie war er der Sohn und Erbe des Kenneth Mackenzie, aus Kilcoy in Ross-shire, aus dessen Ehe mit Janet Douglas vom Clan Douglas, Tochter des Sir Robert Douglas, 6. Baronet, Autor der Vorlage für The Scots Peerage, und Schwester des Sir Alexander Douglas, 7. Baronet.
1767 trat er als Ensign des 33rd Regiment of Foot in die British Army ein. 1775 wurde er zum Lieutenant befördert und 1783 zum 14th Regiment of Foot versetzt. Mit diesem Regiment war er bis 1791 auf den Westindischen Inseln stationiert, nahm anschließend am Flandern-Feldzug des Ersten Koalitionskriegs teil, bei dem er eine Kompanie befehligte. Er wurde 1793 bei der erfolglosen Belagerung von Dünkirchen verwundet. 1794 rekrutierte ihn Colonel Thomas Graham (später General Lord Lynedoch) für das neuaufgestellte 90th Regiment of Foot, wo Mackenzie zunächst Captain und dann Major wurde. Mackenzie wurde mit dieser Einheit 1795 auf der Île d’Yeu, in Gibraltar und 1796 in Portugal eingesetzt. Hier befehligte und drillte Mackenzie unter Sir Charles Stuart ein improvisiertes Bataillon, das aus den leichten Kompanien der verschiedenen Regimenter in Stuarts Streitmacht bestand. Er begleitete Stuarts Feldzug nach Menorca, diente als stellvertretender Generaladjutant und wurde zum Lieutenant-Colonel ernannt, als die Insel im Oktober 1798 fiel.
Sir Ralph Abercromby löste Stuart ab und besiegte nach der Landung in Ägypten General Menou am 20. März 1801 bei Abukir. Mackenzie erlebte mit dem 90th Regiment of Foot schwere Kämpfe, bei denen nicht nur Abercromby, sondern auch Lieutenant-Colonel Ogilvie vom 44th Regiment of Foot getötet wurden. Mackenzie übernahm an seiner Stelle das Kommando über diese Einheit und blieb bei ihr in Ägypten und Gibraltar, bis er 1803 nach England abberufen wurde, wo man sich auf eine befürchtete französische Invasion vorbereitete.
Mackenzie wurde daraufhin als Ausbilder im Trainingslager in Shorncliffe, Kent, eingesetzt, einige Linienregimenter in leichten Infanterietechniken auszubilden. Mackenzie wurde dort zum Lieutenant-Colonel des 52nd (Oxfordshire) Regiment of Foot ernannt. Sein Regiment bildete eine Brigade mit den 95th Rifles und drei Linienregimentern. MacKenzie entwickelte viele Taktiken für die Ausbildung der leichten Infanterie und war wesentlich für die neueingeführten Übungen und Drills des „Shorncliffe-Systems“ verantwortlich.
Im November 1803 wurde Mackenzie bei einem Sturz vom Pferd schwer verletzt, erlitt vermutlich eine schwer Gehirnerschütterung und war über den Sommer 1804 krankgeschrieben. Am 25. April 1808 wurde er zum Colonel befördert, begleitete Graham 1810 zur Verteidigung von Cádiz und übernahm das Kommando über eine Brigade. Sein Gesundheitszustand blieb jedoch weiterhin prekär und er kehrte bald nach Großbritannien zurück, um sich zu erholen. Seine Genesung dauerte bis 1811, als er im Juni zum Major-General befördert wurde und ihm anschließend die Leitung eines weiteren Ausbildungslagers für leichte Infanterie in Brabourne Lees, Kent, übertragen wurde.
1813 begleitete er Sir Thomas Graham in die Niederlande und hatte das Kommando über die 2nd Division, bevor er durch einen weiteren Sturz vom Pferd außer Gefecht gesetzt wurde. Er wurde 1814 zum Gouverneur von Antwerpen ernannt, wurde jedoch kurz vor der Schlacht bei Waterloo abberufen, nachdem er zum Befehlshaber und zur Ausbildung neuer leichter Truppen in England ernannt worden war. Danach zog er sich nach Hythe zurück, wo er sich intensiv für lokale Angelegenheiten engagiere und Jurat wurde. Er wurde am 19. Juli 1821 zum Lieutenant-General befördert und am 1. März 1828 zum Colonel des 58th Regiment of Foot ernannt.
Am 30. September 1831 wurde ihm der erbliche Adelstitel Baronet, of Glenbervie in the County of Kincardine, der beim Tod seines Onkels Sir Alexander Douglas, 7. Baronet, 1812, erloschen war, in der Baronetage of the United Kingdom neu verliehen. Er nahm dazu mit königlicher Lizenz vom 31. Oktober 1831 das Wappen der Familie seiner Mutter und den Familiennamen „Douglas“ an. Er starb am 22. November 1833 in der Stadtresidenz in London und wurde in Hythe beigesetzt. Sein Baronettitel fiel an seinen ältesten Sohn Robert.

## Ehe und Nachkommen
Am 18. Dezember 1804 heiratete er in Hythe, Kent, Rachel Andrews (1781/82–1847), das einzige Kind von Robert Andrews aus Shorncliffe. Mit ihr hatte er sechs Söhne und eine Tochter:
- Sir Robert Andrews Douglas, 2. Baronet (1807–1843), Major der British Army, ⚭ 1835 Martha Elizabeth Rouse;
- Kenneth Mackenzie (1809–1830), starb unverheiratet in Ceylon;
- Alexander Douglas Douglas (1811–1848), Lieutenant der British Army, ⚭ 1834 Anne Rouse;
- Rachel Mackenzie Douglas (um 1817–1877), ⚭ 1843 John Snodgrass;
- Lyndoch Douglas (1818–1859), ⚭ 1848 Laura Susanna Campbell;
- Donald Mackenzie Douglas (1821–1883), Captain der British Army, ⚭ 1847 Emily Jane Kennedy.